# Fontanna Perseusza w Poznaniu
Fontanna Perseusza – nieistniejąca fontanna, która stanowiła centrum założenia pomnikowego, zlokalizowanego w Poznaniu, na placu Cyryla Ratajskiego (ówczesny Königsplatz).
Fontannę odsłonięto 9 kwietnia 1891, celem uczczenia pobytu w mieście cesarzowej Wiktorii, która nawiedziła miasto po powodzi w 1888. Projektantem obiektu był Johannes Pfuhl, a koszt budowy wyniósł 25.700 marek. Grupa figuralna fontanny przedstawiała scenę z mitologii greckiej: Perseusza ratującego Andromedę z niewoli Ketosa (potwora morskiego). Cokół pomnikowy ozdabiały postacie dzieci siedzących na delfinach i dzierżących w rękach ryby, a także twarze satyrów, tryskające wodą z ust. Otoczenie stanowiły kwietniki z ławkami.
Całości założenia nie ukończono, a rzeźba Perseusza i Andromedy znajduje się od 1956 w Parku Wilsona, przed Palmiarnią.